# Kexi
Kexi — реляционная система управления базами данных (СУБД). Разработана в составе проекта Calligra. Может использоваться для проектирования баз данных, обработки данных, выполнения запросов. Kexi может подключаться к различным серверам баз данных, например PostgreSQL и MySQL.
Также он может работать без сервера, используя встроенную систему баз данных SQLite. Поддерживает создание форм для настраиваемого отображения данных. Также позволяет создавать простые отчеты. Все объекты базы данных — таблицы, запросы, формы и т. п. — хранятся в самой базе данных, позволяя легко распространять базы данных.
Программа позиционируется для заполнения промежутка между табличными программами и более сложными базами данных.
Работает под ОС Linux, UNIX, Solaris, и Microsoft Windows.